# Auxina

Àcid Indolacètic (AIA)

Les auxines són una classe d'hormones vegetals (fitohormones) i amb característiques similars als morfògens. Tenen un paper essencial en la coordinació de molts processos de creixement i de comportament en el cicle vital de les plantes. Les auxines i el seu paper en el creixement vegetal van ser revelades per primera vegada pel científic neerlandès Frits Went. Kenneth V. Thimann va aïllar aquesta fitohoroma i va determinar la seva estructura química. Went i Thimann van ser coautors d'un llibre sobre les hormones de les plantes, Fitohormones, l'any 1937.
Les auxines exerceixen la seva funció a baixes concentracions. Són sintetitzades en un lloc de la planta per a ser transportades i actuar en un altre punt d'aquesta.

## Visió general
El mot auxina deriva de la paraula grega αυξανω ("auxano", "creixo/incremento"). Van ser les primeres hormones vegetals principals en ser descobertes.
Els seus patrons de transport actiu per la planta són complexos. Acostumen a actuar en concert o en oposició amb altres fitohormones. Per exemple, la ratio d'auxina respecte citoquinina en certs teixits de les plantes determina la iniciació de les arrels respecte als brots. Per això una planta pot reaccionar a condicions externes i ajustar-s'hi, sense necessitar un sistema nerviós. A nivell molecular, les auxines tenen un anell aromàtic i un grup àcid carboxílic (Taiz i Zeiger, 1988).
El membre més important de la família de les auxines és l'àcid indolacètic (AIA). Genera la majoria dels efectes de les auxines en plantes intactes, i és l'auxina nadiua més potent. Tanmateix, les molècules de AIA són làbils químicament en una solució aquosa, i per això l'AIA no s'utilitza comercialment com a regulador del creixement de les plantes.
- Auxines naturals inclouen l'àcid 4-cloroindolacètic, àcid fenilacètic i l'àcid indolbutíric.

- Anàlegs sintètics de l'auxina inclouen l'àcid 1-naftalenacètic, àcid 2,4-diclorofenoxiacètic, àcid indol 3 butíric i altres.

## Composició
L'àcid indolacètic (AIA) n'és la forma predominant, encara que, proves recents suggereixen que existeixen altres auxines indòliques naturals en plantes.

## Característiques
L'auxina presenta una forta polaritat exhibida en el seu transport a través de la planta. L'auxina és transportada per mitjà d'un mecanisme depenent d'energia, allunyant-se de forma basipètala des del punt apical de la planta cap a la seva base. Aquest flux d'auxina reprimeix el desenvolupament de brots axil·lars laterals al llarg del tall, mantenint d'aquesta forma la dominància apical. El moviment de l'auxina fora de la làmina foliar cap a la base del pecíol sembla que també prevenen de l'abscisió.

## Aplicacions a l'agricultura
1. Propagació asexual: un dels principals usos de les auxines és en la multiplicació o propagació asexual de les plantes, sigui per estaques, esqueixos, etc. L'àcid indolbutíric (AIB) és l'auxina més utilitzada per a aquest efecte, per la seva estabilitat i poca mobilitat; l'altra auxina utilitzada és l'àcid 1-naftalenacètic (ANA), encara que és més mòbil i, per tant, els seus efectes són de vegades menys consistents. Amb tot, aquests dos compostos són més potents que l'àcid indolacètic.[2] En la micropropagació per cultius de teixits, les auxines ANA i 2,4-D s'utilitzen per induir la formació d'arrels en els calls no diferenciats, així com per estimular la divisió de cèl·lules.
2. Subjecció de fruits: les auxines poden augmentar l'amarratge de fruits en certes espècies i condicions. En tomàquet amb floració sota clima fred nocturn, l'aplicació de 4-CPA o naftoxiacètic estimula la seva amarratge; però, el seu ús en condicions normals no té efecte. En altres cultius, aquesta aplicació no té resultats o és inconsistent. En barreja amb altres hormones pot afavorir l'amarratge en certes espècies.
3. Creixement i maduració de fruits: l'aplicació d'auxines en l'etapa de creixement per divisió cel·lular dels fruits, pot estimular i augmentar la mida final de l'òrgan; això s'ha aconseguit només amb el 4-CPA i en espècies molt definides com el raïm sense llavor. En altres espècies s'observa deformacions de fullatge, retard de maduració i irregularitat en mides de fruit. En general no hi ha efecte per l'aplicació d'auxines per l'allargament cel·lular en els fruits, excepte alguns tipus fenoxi en cítrics.
4. Caiguda de fruits: en alguns cultius, cal l'aclarida de fruits, és a dir, la inducció de la seva caiguda amb la finalitat d'aconseguir una producció de més qualitat (més gran) i d'evitar fluctuacions interanuals importants de la producció. L'àcid 1-naftalenacético ha estat efectiu per a aquest propòsit. L'objectiu pot consistir en l'eliminació parcial de fruits joves per reduir la competència, sigui per millorar la mida dels fruits que romanen en l'arbre (pomera, pera) o bé per reduir els efectes negatius que tindrien els fruits en la formació de flors del cicle anual següent (pomera i olivera). L'auxina aplicada indueix la formació d'etilè i causa l'avortament d'embrió, amb el que es deté el seu desenvolupament i s'indueix la caiguda dels fruits.
5. Retenció de fruits: les auxines poden utilitzar-se també per regular un procés totalment oposat a l'anterior: inhibir la caiguda de fruits en etapa madura. Aquest efecte s'aconsegueix amb l'aplicació d'auxines a fruits propers a maduració, els quals per alliberament natural d'etilè poden caure prematurament abans de collita. Això s'utilitza en pomera, taronja, llimona i toronja, amb ANA o 2,4-D. La resposta es basa en una competència hormonal auxinaetileno per induir o inhibir la formació de la zona d'abscisió en el peduncle dels fruits.
6. Acció herbicida: els compostos 2,4-D, 3,5,6-TPA, Picloram són hormones que en baixes concentracions actuen com el AIA, però a altes dosis tenen una funció tipus herbicida en algunes plantes. Tots dos productes causen un doblegat de fulles, detenció del creixement i augment en el gruix de la tija; tots aquests símptomes són efectes tipus etilè.
7. Altres: alguns efectes addicionals són observats amb l'aplicació d'auxines als cultius. Aquests són: retard en maduració d'òrgans, creixement de parts florals i estimular el flux de fotosintats. En certs casos es fan aplicacions d'auxines a altes dosis per induir efectes tipus etilè, com la inducció de floració en Bromeliàcees o l'estímul de formació de flors femenines en plantes dioiques.
8. Estimula l'elongació de les cèl·lules.
9. Estimula la divisió cel·lular en el càmbium.
10. Estimula la diferenciació del floema y el xilema.